# ピンプリ・チンチワッド
ピンプリ・チンチワッドは、インドのマハーラーシュトラ州の市である。プネー市の北西に位置する。海抜590m  の標高にあり、プネー市の歴史的な中心部からは北西に約 15 km (9.3 マイル) の距離にある。この地域には様々な産業がその本拠地を置いており、とくに自動車、IT、および製造業でよく知られている。

## 人口他
- 男性54%、女性46%
- 識字率74%（男性79%、女性68%）
- 6歳以下人口14%
- 主要言語：マラーティー語、その他（ヒンディー語、シンド語）